# Station Balagny-Saint-Épin
Station Balagny-Saint-Épin is een spoorwegstation in de Franse gemeente Balagny-sur-Thérain.